# Evangelische Kirche Kanth
Die vormals Evangelische Kirche Kanth (polnisch Kościół poewangelicki w Kątach Wrocławskich) ist seit den 1970er Jahren ein als kulturelles Zentrum genutzter Kirchenbau in Kąty Wrocławskie (deutsch Canth bzw. Kanth) in der Woiwodschaft Niederschlesien in Polen.

## Geschichte
Während der Reformation im 16. Jahrhundert bekannte sich die Mehrheit der Canther Bürger zum evangelischen Glauben. Sie konnten zeitweise die Stadtpfarrkirche St. Peter und Paul nutzen, die zur Simultankirche bestimmt worden war. Nachdem diese im Zuge der Gegenreformation in Böhmen wieder römisch-katholisch geworden war, nutzten die evangelischen Bürger den städtischen Rathaussaal. Im 19. Jahrhundert, als die evangelische Gemeinde zum Kirchenkreis Neumarkt in der preußischen Kirchenprovinz Schlesien gehörte, konnte sie eine eigene Kirche errichten.
Den ersten Entwurf für den Kirchenbau zeichnete Carl Ferdinand Busse im März 1831; sie wurden von Karl Friedrich Schinkel durchgesehen. Ab März 1833 wurde die Kirche in Sichtsteinbauweise errichtet und am 19. Juli 1836 eingeweiht. Nach dem Übergang an Polen infolge des Zweiten Weltkriegs 1945 diente die Kirche zunächst als Lagerraum und danach bis 1964 als Kino. In den 1970er Jahren wurde der Bau zur Weiternutzung völlig entkernt. Der örtliche Heimatverein setzte sich für die Rettung des Gebäudes ein. In den Jahren 2018–19 wurde der Bau restauriert. Heute beherbergt die ehemalige Kirche die Ortsbücherei und eine Heimatstube.